# مکتوم بن حشر آل مکتوم
مکتوم بن حشر آل مکتوم (به عربی: مكتوم بن حشر آل مكتوم) امیر دبی بوده است. او در سال ۱۸۹۴ امیر دبی شد و در سال ۱۹۰۶ درگذشت.

#### مرگ
مکتوم در ۱۶ فوریه ۱۹۰۶ بر اثر بیماری قلبی در دبی درگذشت  دبی یکپارچه را با بندری پر رونق و تجارت مروارید که مستقیماً حدود ۷۰۰۰ مرد را استخدام می‌کرد، پشت سر گذاشت جانشین وی شیخ بوطی بن سهیل آل مکتوم شد. 